# Конституция Союзной Республики Югославии
Конституция Союзной Республики Югославии (также известная как Конституция Югославии 1992 года) — основной закон, принятый в рамках третьей Югославии, объединявшей только две республики Сербию и Черногорию, который в условиях политического кризиса и распада югославского государства пришёл на замену прежней конституции СФРЮ. Конституция принята на заседании Союзной Скупщины 27 апреля 1992 года и действовала с отдельными изменениями вплоть до 2003 года.

## История принятия
В конце 1990 года, после проведения в Социалистической Федеративной Республике Югославия первых многопартийных выборов и прихода к власти в составлявших её республиках националистических правительств, на первый план был выдвинут вопрос об изменении югославского конституционного устройства. Словения и Хорватия предлагали преобразовать существующий союз в классическую конфедерацию, Сербия и Черногория напротив отстаивали сохранение федеративного государства. Босния и Герцеговина и Македония придерживались неопределённой позиции и лавировали между двумя вариантами. В первой половине 1991 года обсуждение указанного вопроса сперва активно проводилось в Президиуме СФРЮ, затем обсуждения проходили уже без участия федерального центра путём двусторонних встреч между всеми республиками. В итоге такие переговоры не привели к какому-либо положительному результату, поскольку единство мнений относительно будущего Югославии у республик отсутствовало.
В середине лета 1991 года страна уже находилась в состоянии глубокого кризиса: Словения и Хорватия приняли декларации о собственной независимости после проведённых там референдумов, между югославской армией и силами Территориальной обороны Словении начался вооружённый конфликт, а на территории Хорватии напряжённость между сербами и хорватами грозила перерасти в полномасштабную войну. Кроме того, в результате неспособности членов Президиума СФРЮ договориться о кандидатуре председателя Президиума, Югославия фактически осталась без федерального руководства. Ситуация также осложнялась тем, что Словения и Хорватия отозвали всех своих делегатов из федерального парламента — Скупщины СФРЮ. После чего окончательно наладить прежнюю работу федеральных органов власти не удалось совсем. Сначала Словения и Хорватия, а затем и Македония и Босния и Герцеговина перестают принимать всякое участие в их деятельности. Президиум и Скупщина СФРЮ не функционировали в полном составе до конца 1991 года, их решения и указания перестают восприниматься в качестве общеобязательных не только внутри Югославии, но и на международном уровне.
Фактически уже к концу 1991 года начался юридический процесс распада Югославии. В связи с конституционным кризисом в СФРЮ центральные органы больше не имели эффективной власти, способной контролировать внутриполитическую ситуацию и составные части федерации. Общие для федерации конституционные органы (Президиум, Скупщина, Союзный совет, Союзное исполнительное вече, Конституционный суд, федеральная армия) перестали представлять общие интересы всех югославских республик, большинство из которых окончательно отказались от участия в их формировании и работе. Словения, Хорватия, Македония и Босния и Герцеговина заявили о своей независимости и взяли курс на создание собственных суверенных государств.
Сопротивлявшиеся долгое время распаду СФРЮ, Сербия и Черногория, с учётом своей исторической связи, заново объединились в Союзную Республику Югославию (СРЮ), приняв 27 апреля 1992 года новую федеральную конституцию. Поскольку СРЮ претендовала на роль продолжателя СФРЮ, вновь принятая конституция фактически отменила действие прежней Конституции СФРЮ 1974 года. Конституция СРЮ была принята и провозглашена на торжественном заседании Союзной Скупщины, на котором также присутствовали депутаты народных скупщин Сербии и Черногории. Делегатами, принявшими конституцию, было решено сохранить название государства «Югославия» и признать независимость всех бывших югославских республик, отделившихся от СФРЮ.
Вместе с тем новый федеративный союз Сербии и Черногории не признавался мировым сообществом в качестве продолжателя бывшей социалистической Югославии. Большая часть государств — участников ООН сошлись во мнении, что Югославия распалась как государство без сохранения своей международной правосубъектности и все бывшие югославские республики являются её равноправными правопреемниками. При этом никакая из республик в отдельности либо их объединения не могут пользоваться членством и международными правами бывшей СФРЮ в международных организациях, включая участие в ООН. Однако каждое такое вновь образованное государство после распада единой Югославии вправе заново подать заявку на членство в международных организациях. В частности, на основании Резолюции № 777 (1992) Совета Безопасности ООН, утверждавшей о прекращении существования СФРЮ, Генеральная Ассамблея ООН приняла решение о непризнании за СРЮ членства бывшей СФРЮ и приостановила её участие в работе ассамблеи, затем также в работе ЭКОСОС. Республике была предоставлена возможность обратиться с новой заявкой на членство в ООН. Несмотря на это, с 1992 по 2000 год СРЮ упорно отказывалась повторно подавать заявку, при этом Секретариат ООН разрешил прежней югославской миссии продолжить работу в остальных органах ООН и аккредитовал представителей СРЮ в составе миссии бывшей СФРЮ. Союзная Республика Югославия была принята в состав ООН как полноправный член только в 2000 году.

## Структура
Конституция СРЮ состояла из 144 статей, распределённых по 10 разделам.
- Раздел I. Основные положения
- Раздел II. Свободы, права и обязанности человека и гражданина
- Раздел III. Экономическое устройство
- Раздел IV. Полномочия Союзной Республики Югославии
- Раздел V. Органы власти Союзной Республики Югославии

Глава 1. Союзная Скупщина
Глава 2. Президент Республики
Глава 3. Союзное Правительство
Глава 4. Союзный суд
Глава 5. Союзный государственный прокурор
Глава 6. Народный банк Югославии
- Раздел VI. Конституционность и законность
- Раздел VII. Союзный конституционный суд
- Раздел VIII. Вооружённые силы Союзной Республики Югославии
- Раздел IX. Порядок изменения Конституции Союзной Республики Югославии
- Раздел X. Заключительные положения